# بلو پننت (ویرجینیای غربی)
بلو پننت (به انگلیسی: Blue Pennant) یک منطقهٔ مسکونی در ایالات متحده آمریکا است که در شهرستان بونی، ویرجینیای غربی واقع شده‌است. بلو پننت  ۳۱۷٫۰ متر بالاتر از سطح دریا واقع شده‌است.